# 氯酸铋
氯酸铋是一种无机化合物，化学式为Bi(ClO3)3。它仅存于溶液中，蒸发时即分解。目前能够分离出来的固态氯酸铋只有以下几种碱式盐：BiOClO3、Bi6O6(ClO3)6·2H2O和Bi6O6(OH)2(ClO3)4·3H2O。
Bi(ClO3)3的稀溶液可作为陶瓷用荧光赋予剂的配方之一使用。